# Overboard!
 (janvier 2015).
Si vous disposez d'ouvrages ou d'articles de référence ou si vous connaissez des sites web de qualité traitant du thème abordé ici, merci de compléter l'article en donnant les références utiles à sa vérifiabilité et en les liant à la section « Notes et références ».
Pour les articles homonymes, voir Overboard.
Overboard!, appelé Shipwreckers! aux États-Unis, est un jeu vidéo d'action développé et édité par Psygnosis en 1997 sur compatible PC et PlayStation.
Aux commandes d'un galion, le joueur parcourt les mers à la recherche de trésors perdus. Le périple l'amène à affronter monstres marins et bateaux pirates ainsi qu'à résoudre quelques énigmes de progression.

## Système de jeu
Overboard! offre au joueur de contrôler un navire en vue du dessus éloignée, dans des environnements en 3D temps réel.

### Jouabilité
Le navire se commande avec les touches latérales du pavé directionnel, une autre touche (R1) permettant d'avancer (pressée en continu). Les touches d'actions permettent de changer d'arme, de tirer et d'afficher la carte disponible. Il est aussi possible de changer de vue, ce qui est souvent stratégiquement intéressant. Si la jouabilité peut paraitre déroutante au début, il faut lui reconnaitre une impression de « fluidité », notamment dans l'esquive des tirs ennemis. Le tir est assez ardu car il s'agit d'être précis, ce qui peut rendre les combats longs et éprouvants.

### Objectifs de jeu, opposants etlevel design
Le but fondamental d'Overboard est de rester en vie et de progresser de checkpoints en checkpoints (ici des bouteilles) qui révèlent peu à peu la carte du niveau. Une croix rouge apparaissant sur la carte marque la fin du niveau. Ces derniers sont parsemés de navires, aéronefs ennemis et submersibles, de monstres marins, et surtout de pièges en tout genre.Les ennemis sont variés et s'inscrivent avec originalité (parfois avec humour) dans le background du jeu. Les niveaux sont découpés en environnements différents (l'île tropicale, le pôle nord, etc.) conclus à chaque fois par un Boss.
Il faut aussi prendre en compte la présence d'objectifs secondaires comme la prise de ports et le remorquage de tonneaux de contrebande, qui sans êtres toujours obligatoires améliorent les chances du joueur en cas de réussite.
Les niveaux sont parsemés des nombreux passages annexes et passages secret, ce qui donne parfois un level design assez retors mais complet. Enfin quelques petites énigmes de progression sont parsemées dans les niveaux.

### Arsenal et itemspower-ups
Les armes sont nombreuses et assez variées pour rendre les combats dynamiques et difficiles. On passe des armes offensives (comme le canon de poupe, le canon de bordée, le missile, le lance-flamme, l'éclair) à des armes de piège (comme la nappe de pétrole enflammée ou les mines). Il faut noter que les navires peuvent prendre feu et brûler en continu, la seule façon pour l'éteindre étant de passer sous des chutes d'eau; Les armes pyrotechniques jouent donc un rôle central et sont aussi efficaces que dangereuses.
Le joueur récupère des munitions pour chaque arme mais peut aussi trouver différents power-ups, comme un blindage, un accélérateur ou encore la transformation du navire en dirigeable.

### Conditions d'échec
La jauge de santé du navire apparait à l'écran, mais la perte d'énergie est aussi représentée par des petits marins qui quittent le navire à chaque « niveau » de jauge perdu. Il est donc possible de récupérer ses marins avant qu'ils ne coulent, et donc un peu d'énergie. Il est aussi possible de récupérer les marins adverses des navires incendiés. Le passage dans des ports ou la récupération de caisses remplissent aussi la jauge. Le jeu offre des vies et des continus, au bout desquels on peut se retrouver face au « game over » ; néanmoins, il est possible de sauvegarder et de noter des mots de passe, fort heureusement car le jeu affiche une difficulté élevée et ce dès le début de l'aventure. Il est préférable de connaitre les niveaux pour réussir.

### Mode multijoueur
Le jeu offre un mode multijoueur en bataille jusqu'à cinq joueurs. Après avoir choisi parmi différentes arènes, les participants s'affrontent avec l'arsenal du jeu.

### Aspect graphique et sonore
Le jeu est agréable à l'œil pour son époque, et offre une atmosphère vive et colorée, en accord avec la petite vidéo humoristique et très cartoon qui lance le jeu. La musique est quant à elle très marquée par l'univers de la piraterie (accordéon, petit rythmes de guinguette). Les effets sonores sont soignés, jusqu'au petits cris des marins qui sautent à la mer.